# Pausànias (geògraf)
Pausànias o Pausànies (en grec: Παυσανίας; segle ii) fou un historiador, viatger i geògraf grec que va viure a l'època dels emperadors Hadrià i Marc Aureli. És conegut per la seva obra Descripció de Grècia, en la qual va fer un retrat de l'antiga Grècia amb testimonis de primera mà.

## Biografia

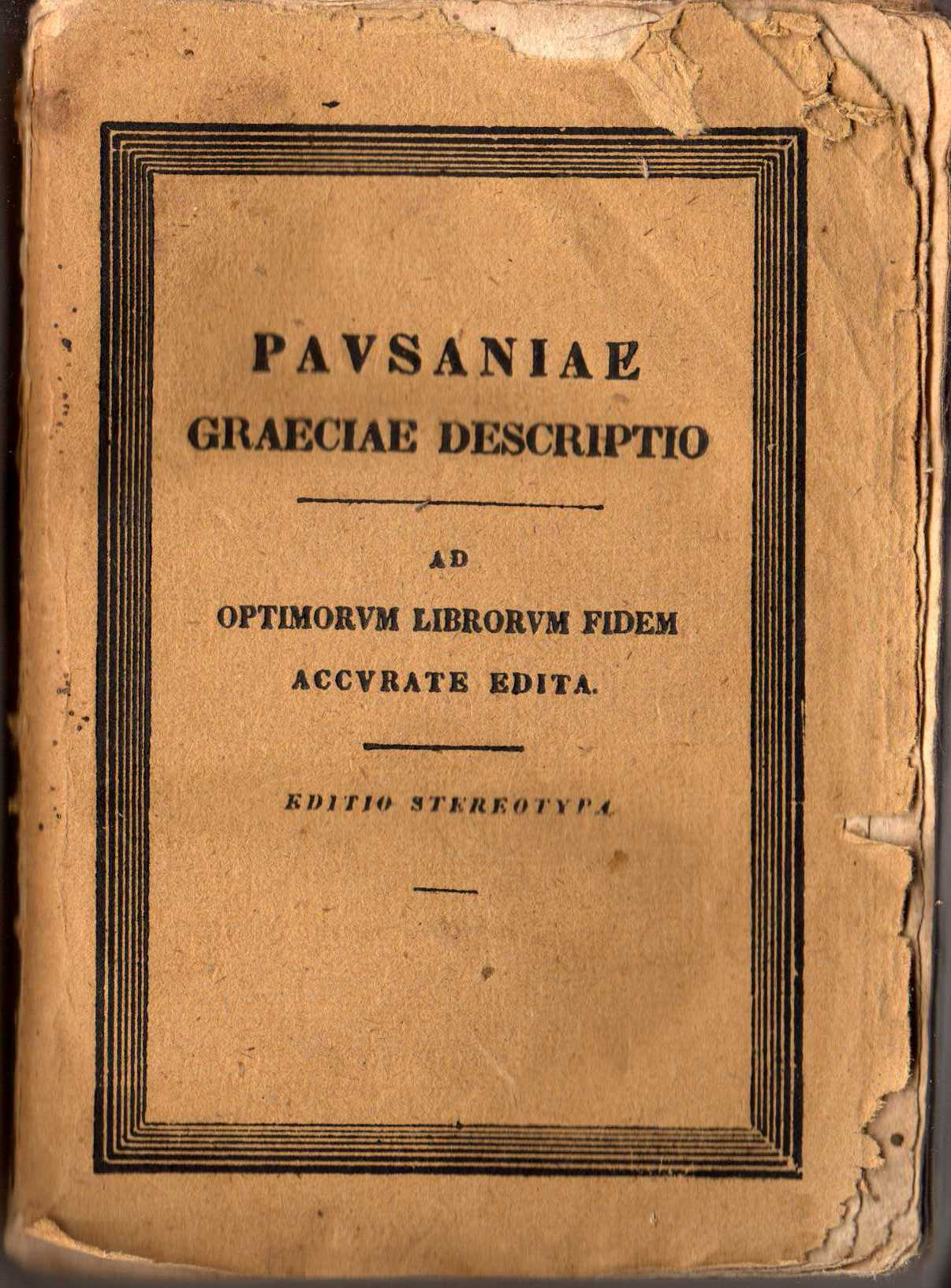
Estereotip de l'edició de la Descripció de Grècia de Carl Christoph Traugott Tauchnitz, de 1829

Se sap poc de Pausànias. No hi ha cap referència en la literatura antiga. L'autor mai indica el seu nom al llarg de l'obra ni esmenta el seu lloc d'origen. Només coneixem el que es desprèn d'algunes pistes disperses dels escrits recollits sobre el seu viatge per Grècia recopilades en els seu llibre Descripció de Grècia. Pel que fa al seu lloc de naixement es creu que va ser a Lídia, en una ciutat anomenada Magnèsia, a la regió de la muntanya Sípilos situada a l'Àsia Menor. La data del seu naixement podríem situar-la cap al 110 o 115 dC, perquè el favorit d'Hadrià, Antínous, a qui va poder haver conegut Pausànias, va morir en el 130 dC. Podem suposar també que va viure fins gairebé el 180 dC, ja que cita la invasió de Grècia en el 176 dC per la tribu dels costobocs. Per tant, Pausànias va viure i va escriure durant el segle ii de la nostra era. Una època en què Grècia i tots els països que ell va conèixer formaven part de l'Imperi Romà. Així, doncs, en aquesta època que mirava cap al passat i que volia conservar la civilització grega que desapareixia, encaixa perfectament una "descripció de Grècia" com la que Pausànias ens va llegar, amb els seus monuments, la seva història i les seves llegendes, una descripció sobre la cultura hel·lènica. Podem deduir dels seus escrits que Pausànias va viatjar per molts països. La pau de la qual gaudia l'Imperi Romà durant el segle ii dC li permetia viatjar amb relativa seguretat. Situem Pausànias entre els membres privilegiats de l'aristocràcia municipal de la ciutat que comptava amb mitjans i connexions per adquirir una costosa educació amb lectures i viatges. Sabem també que va entaular relacions amb il·lustres personalitats com els emperadors Hadrià, Antoní Pius i Marc Aureli, senadors d'origen grec com Herodes Àtic i Antoni Pitodoro i uns quants vencedors olímpics. Gràcies a algunes dades que proporciona podem datar amb precisió el moment de la seva activitat literària, ja que indica en una ocasió que havien transcorregut 217 anys des de la refundació de la ciutat de Corint per Juli Cèsar, que va tenir lloc al 44 aC, la qual cosa situa el seu periple al 174 dC en temps de l'emperador Marc Aureli. Que fos aquest l'últim emperador esmentat en la seva obra i que morís el 180 dC indueix a pensar que al voltant d'aquests anys o una mica abans va ser quan Pausànias va donar per conclòs el seu projecte, que va poder haver iniciat uns 20 anys abans, sobre el 155 dC. Es creu que no va ser un treball continuat a causa dels viatges que feia. Va començar el treball en plena maduresa.

### Caràcter
Els seus treballs revelen que era un home format per la tradició clàssica amb una ment comuna, sense un particular talent, però amb un gran fervor i molta honestedat en conseqüència amb les condicions de l'època que li va tocar viure. En els segles I i II dC es perd el vigor polèmic que s'observa en els segles III, II i I aC. L'època de Pausànias és més conformista perquè està més desenganyada. Potser precisament per ser un home ordinari i sense pretensions va reflectir millor les preocupacions i aspiracions del que va ser l'hel·lenisme. Pausànias era un home, tal com el descriu M. Fernández Galiano, simpàtic, honest, faener i prudent.

### Pensament i ideologia
S'ha dit sovint que l'autèntic interès que tenia Pausànias era la religió. Apareix com a creient partidari de l'antiga religió grega en totes les seves formes de manifestació. Cal tenir en compte que va ser iniciat en els misteris d'Eleusis, coneixia els misteris d'Andania (segons en importància després dels d'Eleusis), consultava amb fe l'oracle de Trofoni de Lebadea i descrivia amb seriositat i sense cap tret d'ironia sacrificis i pregàries. Sorprenia trobar en una època tan tardana un home grec que se situés amb absoluta credulitat i esperit religiós davant tota classe de mites i llegendes, però cal dir que, malgrat les seves creences, va estar molt influenciat per les característiques de l'època hel·lenística en oposició al període clàssic. En els seus escrits van quedar patents aquestes dues particularitats que denotaven la consciència històrica de Pausànias i que van conformar el seu caràcter.
Jas Elsner el veu com un pelegrí: Pausànias guardava al cor una pietat fonda i sincera; tenia fe en la divinitat i mai va dubtar de l'existència dels déus. (Citat per Herrero Ingelmo) Pausànias, tot i tenir un esperit tradicional, racionalitzava els mites i llegendes deixant traslluir una idea profunda i filosòfica de la divinitat. Per exemple, parlant del mite d'Acteó a qui la dea Artemisa va convertir en cérvol perquè els gossos el trossegessin per haver-la vist banyant-se, va dir que creia que els gossos d'Acteó, sense necessitat de la dea, van ser afectats de ràbia, amb la qual cosa van embogir i atacaven el primer que es trobaven. Es tractava segons Pausànias d'un cas d'hidrofòbia.
Ell creia en els déus i també que aquests tenien cura dels humans seguint el concepte de providència divina tan atacat en l'època hel·lenística i en què ell creia fermament. Tot i això, va acceptar la tendència monoteista del seu temps. Per contra, es va oposar a un altre fort corrent de l'època, el de l'imperi absolut de la dea Fortuna. «En tot el món,» diu Plini el Vell (Natu.Hist., II, 22) «arreu, a tota hora, les veus de tots els humans invoquen només la Fortuna; tan sols se l'acusa, tan sols ella és culpable, tan sols en ella es pensa…» Pausànias era religiós d'una manera tradicional barrejada amb retalls de pensament contemporani.
Així mateix semblava cansat de la política. Es mostrava tebi, conformista i enemic de la democràcia, potser per la consciència pròpia de l'època derivada de la història de les ciutats gregues. Amb la democràcia, segons les seves paraules, no ha prosperat ningú encara, que sapiguem, tret dels atenencs.
Pausànias era un home d'esperit clàssic vivint una època que li era aliena. Trobava a faltar la Grècia de Dèdal, Fídies i Praxíteles, no la de Scopas ni Lisip. La Grècia que ell estimava ja no existia, i arran d'això Pausànias, que des del punt de vista de consciència històrica era un home aparentment fosc sense resplendor pròpia, reflectia centelleigs del pensament de la seva època, la mateixa que l'havia condicionat.

## Estil
En escriure, Pausànias no s'acontentava a posar notes i records junts sinó que també realitzava crítiques i, tot i no ser científic, rebutjava el que no li semblava probable i en el cas que arribés a fer-ho advertia el lector sobre això. El seu estil era senzill i sense pretensions. Els temes sobre els quals tractava no necessitaven ornamentacions literàries i, llevat de dues excepcions, la narració es desenvolupava d'una manera simple i sense ornaments. La primera excepció era que Pausànias, igual que altres escriptors hel·lenístics, feia servir expressions massa complicades per explicar idees molt simples i la segona era que la vehemència amb què en transcrivia algunes acabava generant dubtes sobre el seu sentit.
Tot i que l'obra de Pausànias ha estat de gran ajuda tant a arqueòlegs com a hel·lenistes per a interpretar el mapa de Grècia, l'obra de Pausànias no agradava a tothom, ja que Pausànias escriu, però no és escriptor.
Escrivia d'una manera transparent, sense mostrar en el seu treball cap interès personal. La seva obra no el descrivia com un home amb una personalitat entusiasta, ja que en els seus escrits no expressava amor ni odi. El que sí que hi manifestava, encara que d'una manera continguda, era la seva admiració per les belleses i glòries de Grècia, principalment de la Grècia mare. També manifestava en els seus escrits patriotisme i la profunda tristesa que sentia per la decadència que va conduir Grècia a ser governada per uns altres, a convertir-se en província romana. Lamentava el fet que Grècia fos governada per estrangers que no havien contribuït a la cultura grega, de la mateixa manera que era enemic de tots els que havien amenaçat o disminuït la llibertat dels grecs.
El principal interès de Pausànias radicava en els santuaris, estàtues, tombes i llegendes relacionades amb ells mateixos, i ell, igual que els turistes dels temps moderns, va dedicar-hi atenció als detalls superficials més que a les veritables qualitats artístiques. Per exemple, en descriure una estàtua, explicava el que valia la pena veure atenint-se a la mida i a la seva major o menor gràcia, però poques vegades fent-ne una apreciació crítica.
Pausànias barrejava mites, llegendes, oracles i profecies amb descripcions de llocs i edificis, així com amb retalls del folklore i història. Amb aquestes divagacions es desviava sovint del relat, interrompent-ne el fil conductor, preocupant-se més de la història dels llocs que de la seva bellesa. Com hem dit anteriorment, l'obra de Pausànias no pretenia ser una obra d'art sinó d'informació.
Així mateix, mai ometia esmentar un nom si podia. Tal com explica W. H. S. Jones, Pausànias té un apetit voraç per als noms que mai no s'oblida d'esmentar si els pot donar. Els artistes, constructors, aquells que van dedicar exvots, figures de la història i la llegenda, catàlegs i genealogies, són els que més hi apareixen. Actualment aquests noms ens diuen poc, però a les oïdes gregues del seu temps sonaven tendres i propers perquè derivaven de les històries de la seva infància, de la poesia de les pròpies gestes nacionals i dels càntics i poemes dels seus festivals religiosos.
En Descripció de Grècia veiem que Pausànias està lluny de fer una descripció completa de l'antiga Grècia. Les característiques geològiques, paisatge, l'aspecte general de ciutats i pobles, el treball dels pagesos i dels comerciants, la potència i l'eficiència del país, totes les coses que en l'actualitat preocuparien a un autor, ocupaven una part molt petita de la seva narrativa, encara que fins a cert punt això seria la resposta a les necessitats del lector de l'antiguitat. El poble grec, per exemple, i de fet els pobles antics en general, solien apreciar el paisatge d'una manera menor o diferent que el lector actual. Però la raó principal per al caràcter peculiar d'aquesta obra és que Pausànias la va escriure per a un públic limitat que tenia poc d'interès en assumptes econòmics i industrials. Com ens diu l'autor, el lector que Pausànias tenia present en escriure era el turista, que visita Grècia per plaer.
És interessant observar que al segle ii dC eren moltes les persones que viatjaven únicament per plaer, com els actuals turistes. Tenim com a prova no sols l'obra de Pausànias, sinó també les nombroses referències que hi ha en ella sobre els ciceroni, persones que com els actuals guies turístics conduïen els viatgers a diferents llocs per mostrar-los les vistes, amanint la visita amb narracions i xafarderies. Pausànias va ser també un d'aquests turistes i va arribar a viatjar molt. Sembla que a més d'haver explorat Grècia amb deteniment va conèixer gran part de la zona occidental i central d'Àsia. Ens va parlar de Jordània, del llac de Tiberíades, de la mar Morta i de Síria. Va estar a Egipte, on va visitar les piràmides i els colossos de Mèmnon. Va conèixer també Bizanci, Roma, la Campània i Leontinoi a Sicília. El lector modern de Pausànias es podria sentir decebut perquè la informació rebuda és sovint escassa i de tal naturalesa que el que llegeix no pot visualitzar correctament el lloc o objecte que s'està descrivint, encara que la sequedat narrativa i l'enumeració dels llocs sense una adequada descripció ens indica que va idear i escriure la seva obra com una guia que acompanyés els turistes en els seus viatges i els mostrés el que havien de buscar. No pretenia en absolut facilitar informació sobre alguna cosa que pogués ser observada a primera vista.

## Obra

### La Periègesi(en grec,περιήγησις),
Els primers a desenvolupar una "literatura de viatges" van ser els grecs. Van començar agrupant diversa informació que pogués ser pràctica per als navegants. Aquest nou gènere literari es digué "periple". Amb el temps, aquests periples es varen començar a ampliar amb diverses informacions sobre costums de les zones visitades, desvinculant-se de la mera navegació.
Aquest tipus de literatura s'anomenà periègesi i es podria considerar l'antecessora de l'actual literatura de viatges, diferenciant-la dels periples en el fet que aquests eren únicament una guia de navegació per a vaixells.
La periègesi és un tipus de font documental indirecta, un gènere literari que estava molt en voga en el període hel·lenístic.
El periegeta realitzava un relat amb un recorregut geogràfic determinat, descrivint com eren els seus habitants, la seva història, costums i mitologia, realitzant un estudi que ara en els nostres dies podríem anomenar antropològic. Tot això s'explicava amb l'experiència pròpia de l'autor.

### Contingut del llibre

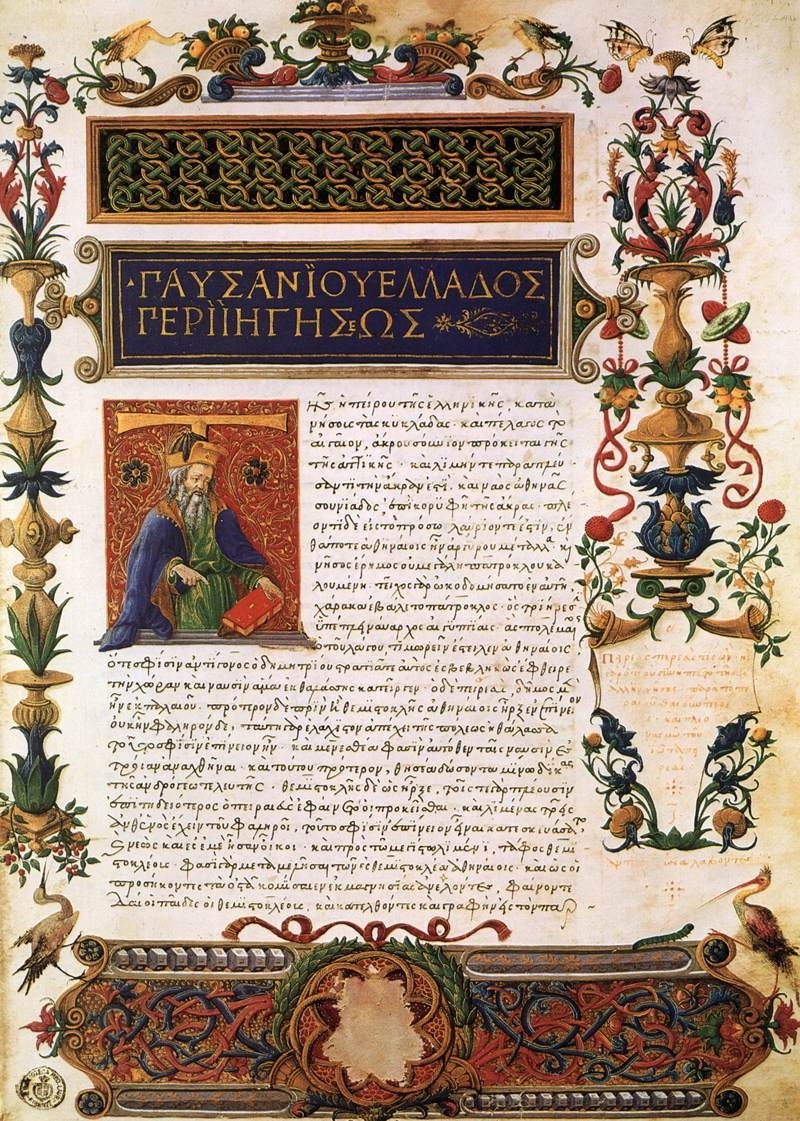
Manuscrit de Pausànias: Descripció de Grècia. Biblioteca Medicea Laurenziana, 1485

És una obra singular que no té pròleg ni epíleg, i Pausànias mai li dona un títol, ja que el de Periégesis tês Helládos li'l dona Esteve de Bizanci. És considerada literatura de viatges, un gènere al qual van contribuir poetes com Homer o Apol·loni Rodi, historiadors com Heròdot, o autors de ficció com Lucià i Filòstrat. Com que el final de l'obra és una mica brusc, s'ha plantejat la qüestió que pot ser que se n'hagi perdut una part o que Pausànias tenia la intenció d'escriure'n més però al final no ho va fer. Ell volia descriure «tot Grècia», encara que al final la va reduir a un recorregut per les regions centrals i meridionals del continent grec, deixant fora les regions més septentrionals i occidentals. La seva obra no és exhaustiva. És el resultat d'una tasca de selecció i contrast que posa al descobert les seves inquietuds i predileccions més personals. Els deu llibres descriuen llocs, monuments, obres d'art que relaten mites i llegendes, fets històrics; recollia les coses que «eren més dignes de menció» o «les més morals», tot el relacionat amb el culte i la religió.
El seu projecte estava centrat en la reconstrucció del mític i gloriós passat grec i, per tant, només acollia en el seu itinerari els elements que contribuïen de manera decisiva a configurar aquest estereotip ideal, com eren els monuments més representatius, els mites fundacionals i les històries més significatives a l'hora de reflectir la grandesa i el valor que havien constituït el senyal d'identitat dels avantpassats.
La descripció de Grècia es divideix en deu llibres dedicats a les regions següents:
- Llibre I: Àtica i Megara
- Llibre II: Corint, l'Argòlida, així com Egina i les illes del voltant
- Llibre III: Lacedemònia
- Llibre IV: Messènia
- Llibre V: Èlide i Olímpia
- Llibre VI: Élide (segona part)
- Llibre VII: Acaia
- Llibre VIII: Arcàdia
- Llibre IX: Beòcia
- Llibre X: Fòcida i Lòcrida

### Mètode descriptiu de Pausànias
Pausànias visita Grècia i la descriu al segle ii de la nostra era. Però com era un amant de l'època gloriosa de Grècia, és a dir, del període que va des de la formació dels pobles hel·lens fins al cim esplendorós, aprofita per explicar la història de les fundacions de les polis famoses i els seus santuaris (Atenes, Esparta, Olímpia, Epidaure, Delfos, etc.), així com les històries referents a les seves èpoques de glòria; esmenta també els seus cabdills; descriu amb detall els llocs on es van lliurar batalles importants per la llibertat de Grècia; narra els temes mitològics i les llegendes sobre els déus i sobre els herois de la Grècia clàssica.
En el seu llarg recorregut viatger, Pausànias ens mostra ciutats, camins, muntanyes, rius, monuments, estàtues que anava veient. Explica les regions que visita, des de la frontera es dirigeix a la capital pel camí més curt, indicant els detalls rellevants; un cop arribat a la polis (el que nosaltres anomenen ara la capital de la regió) es dirigeix a l'àgora; d'ella descriu els edificis, civils i religiosos, més importants, així com els edificis religiosos de l'Acròpolis (l'acròpolis i l'àgora estaven a prop en les ciutats gregues); descriu a continuació la regió que circumda la polis, amb els seus llogarets, temples, tombes, fonts sagrades, etc.; conclòs un camí, retorna per un altre a la polis, per tornar a sortir per un de diferent; quan ha recorregut i descrit tota la regió, va a la frontera i creua a la regió veïna. Tal mètode topogràfic li permet descriure amb minuciositat una enorme quantitat de punts i llocs. Diu sir James Frazer: Cal felicitar que, dins del naufragi generalitzat de la literatura clàssica hagi sobreviscut sencera la Descripció de Grècia de Pausànias. Esta obra ens presenta una relació àgil, d'un testimoni ocular, de l'estat i situació de Grècia al segle II de la nostra era.
L'obra fou publicada per primera vegada a Venècia, l'any 1516, per Aldus. James Frazer edità la primera traducció a l'anglès de Pausànias (1898, en 6 volums).